# Daniel Hallgrimson
Daniel Hallgrimson (* 4. Oktober 1972 in Seattle) ist ein US-amerikanisch-deutscher Musiker und ehemaliger Basketballspieler.

## Laufbahn
Hallgrimson, Sohn des Basketballtrainers Paul Hallgrimson und Bruder von Markus Hallgrimson, zog 1978 mit seiner Familie nach Deutschland. Im Alter von 13 Jahren ging er in die Vereinigten Staaten zurück. Ab 1992 gehörte der 1,78 Meter große Aufbauspieler der Herrenmannschaft des TV Langen in der 2. Basketball-Bundesliga an. 1994 erhielt Hallgrimson die deutsche Staatsbürgerschaft. 1995 wechselte er zur BG Ludwigsburg in die Basketball-Bundesliga, anschließend stand er ebenfalls in der höchsten deutschen Spielklasse in Diensten der SG Braunschweig. Nach einem Achillessehnenriss zog er sich aus dem Leistungssport zurück, kehrte in der Saison 1999/2000 aber noch einmal zum TV Langen und damit in die 2. Bundesliga zurück.
Bereits während seiner Laufbahn als Basketballspieler war Hallgrimson als Studiosänger tätig. Unter seinem Künstlernamen Daniel Hall nahm er für ProSieben das Lied We love to entertain you auf, welches von dem Fernsehsender als Wiedererkennungsmelodie verwendet wurde. Hallgrimson war Mitglied der Gruppe Fresh Music Live und trat zeitweilig im Vorprogramm von Britney Spears auf. Er arbeitete auch mit George Michael zusammen.
2007 gründete er in Düsseldorf ein Unternehmen, das Dienstleistungen und Beratungstätigkeiten im Musik- und Veranstaltungsbereich anbietet.